# Benedicto II
Benedicto II (Roma, siglo VII-8 de mayo de 685) fue el 81.er papa de la Iglesia católica, entre 684 y su muerte, en 685.
Fue elegido papa en agosto de 683, pero al igual que su antecesor León II no fue consagrado hasta más tarde, el 26 de junio de 684, al necesitar el consentimiento del emperador bizantino, Constantino IV.
Fue el último papa que debió esperar este consentimiento, ya que logró que el emperador proclamara un decreto por el que se sustituía la confirmación imperial por la confirmación, mucho más ágil por su cercanía a Roma, del exarca de Rávena.
Para asegurar la derrota del monotelismo, obtuvo de muchos obispos de Hispania el juramento de obediencia al sexto concilio ecuménico. En sus diez meses de pontificado restauró numerosas iglesias de Roma.
En el año 1964 fue canonizado por Pablo VI.
Su fiesta se celebra el 8 de mayo.